# Giants Stadium
Giants Stadium var en arena i East Rutherford i New Jersey, USA. Den ingick i ett komplex kallat Meadowlands tillsammans med en inomhusarena och racingbana för trav- och galopptävlingar. New York Giants och New York Jets i NFL använde The Giants Stadium som hemmaarena. Giants ägde arenan och Jets var därmed hyresgäster. Även Red Bull New York (tidigare NY/NJ MetroStars) i Major League Soccer spelade på arenan. Arenan kunde ta upp till 80 242 åskådare och var den näst största arenan i NFL efter FedEx Field. Nio av matcherna i Fotbolls-VM 1994 avgjordes på Giants Stadium (varav en semifinal). Pelé spelade sin absolut sista match på elitnivå på Giants Stadium då han spelade första halvlek för New York Cosmos i första halvlek och sin gamla klubb i Brasilien Santos Futebol Clube i andra halvlek. Den matchen spelades den 1 oktober 1977. 
Vissa matcher i universitetsfotboll spelades också i Giants Stadium. New Jerseys bästa fotbollslag Rutgers University spelade vissa matcher där. Den största publiksiffran som någonsin uppnåtts i The Giants Stadium är 84472 under en U2-konsert den 24 september 2009. 
Även andra konserter har arrangerats på Giants Stadium. Bl.a. har New Jerseys egna musikstjärnor Bruce Springsteen och Bon Jovi uppträtt.
Kostnaden för bygget uppgick till 78 miljoner USA-dollar. 2010 planeras en ny arena stå klar i komplexet som ska ersätta Giants Stadium. Den nya arenan byggs av Jets och Giants gemensamt. Kostnaden för den arenan kommer att ligga på 800 miljoner USA-dollar. 

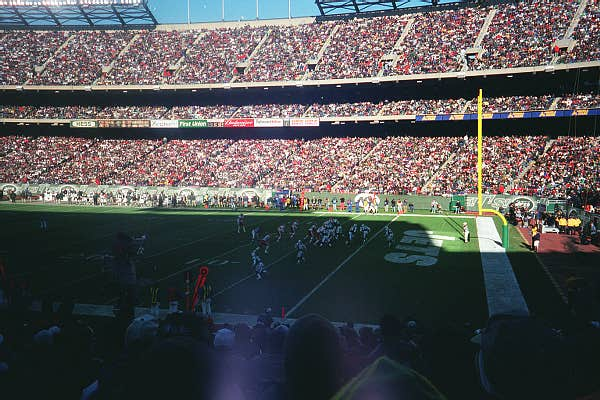
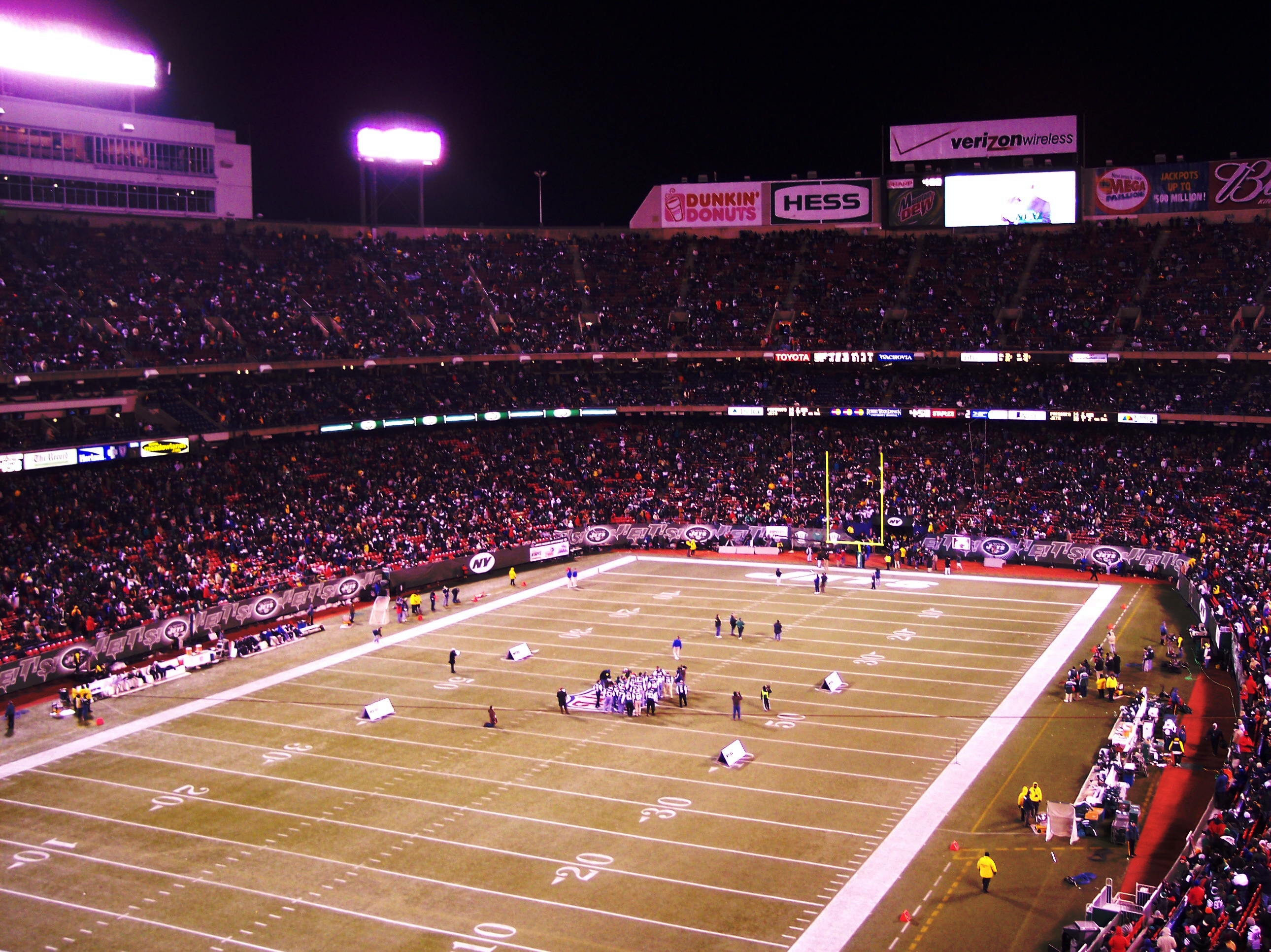
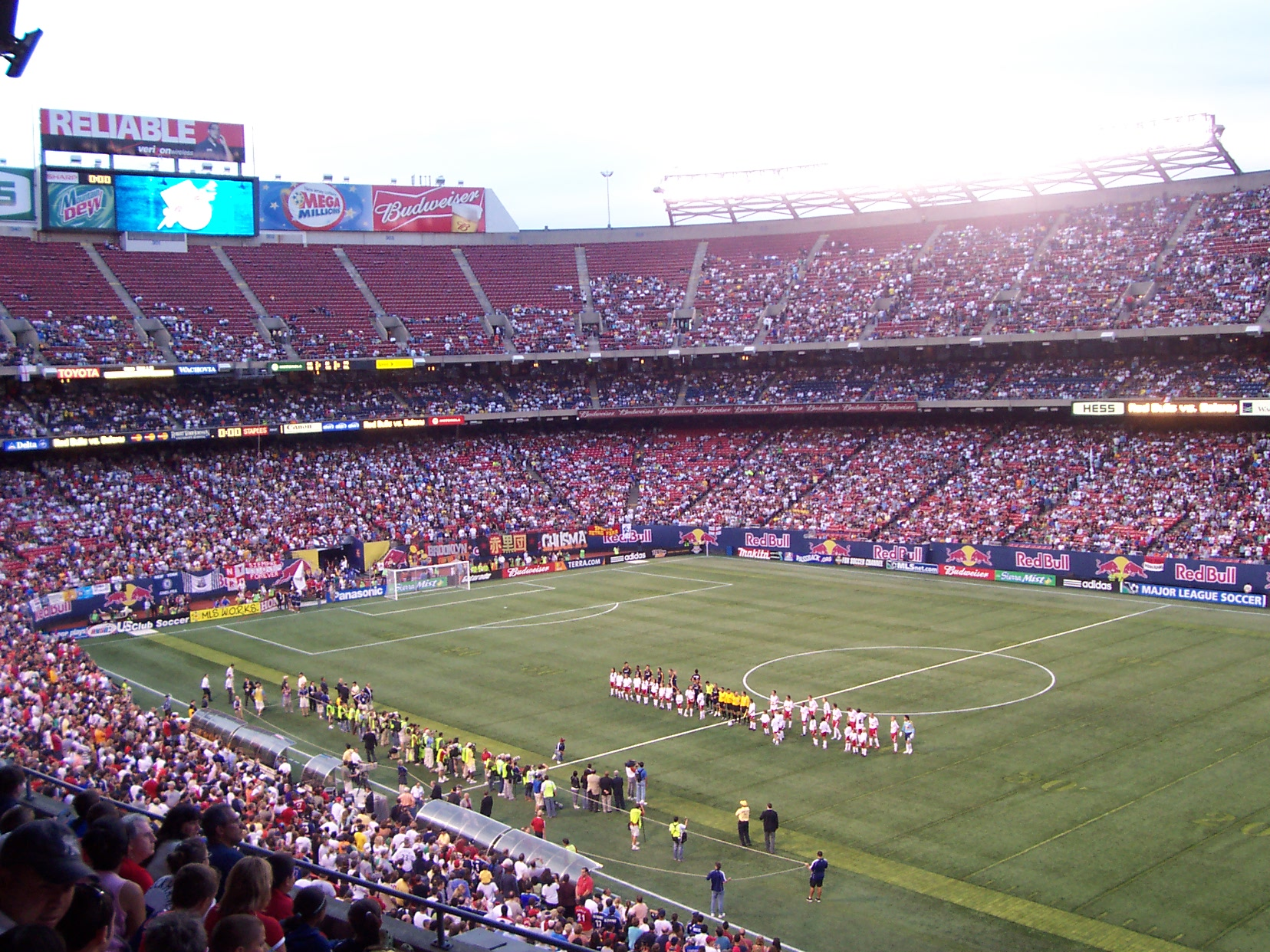
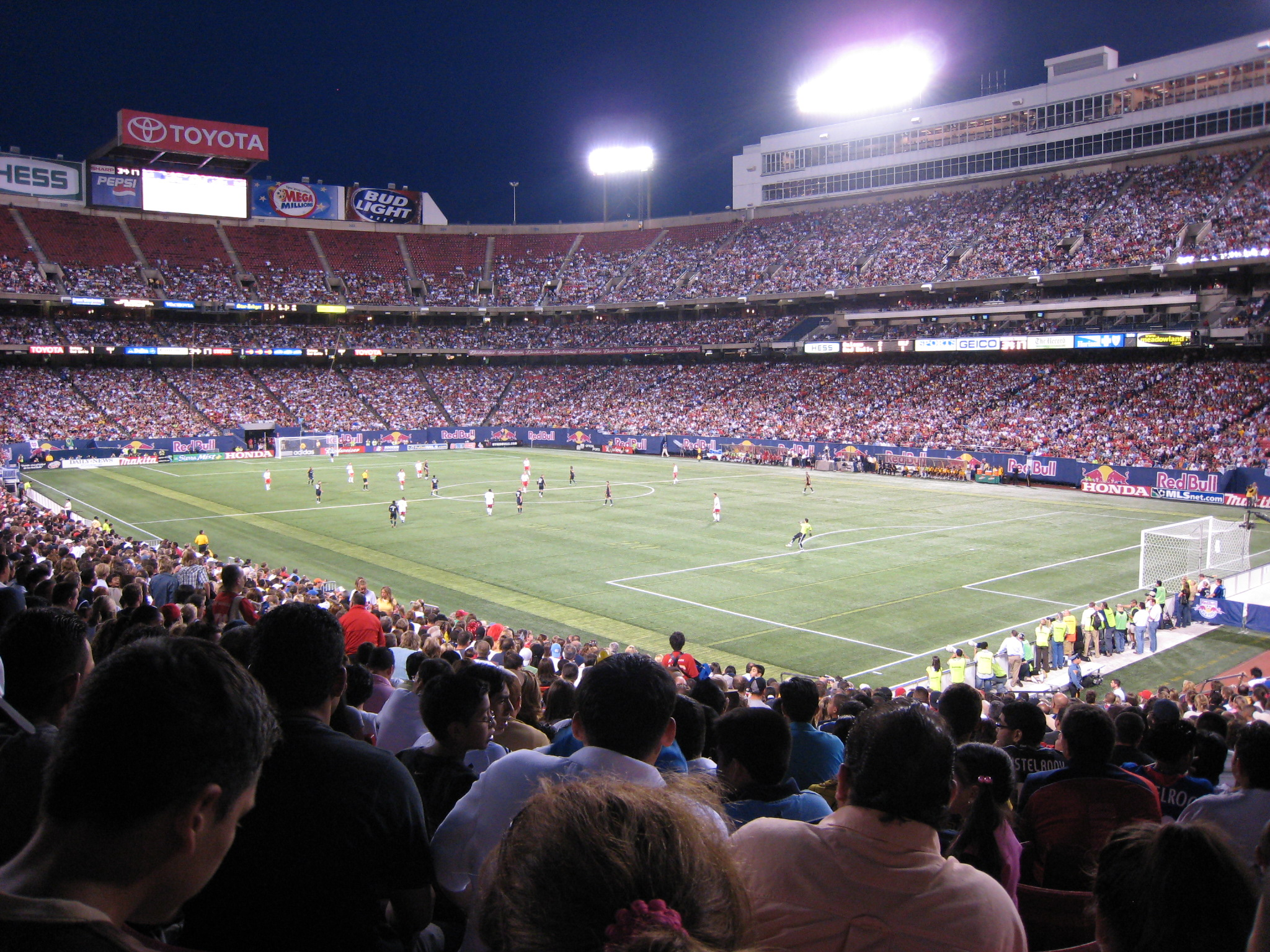
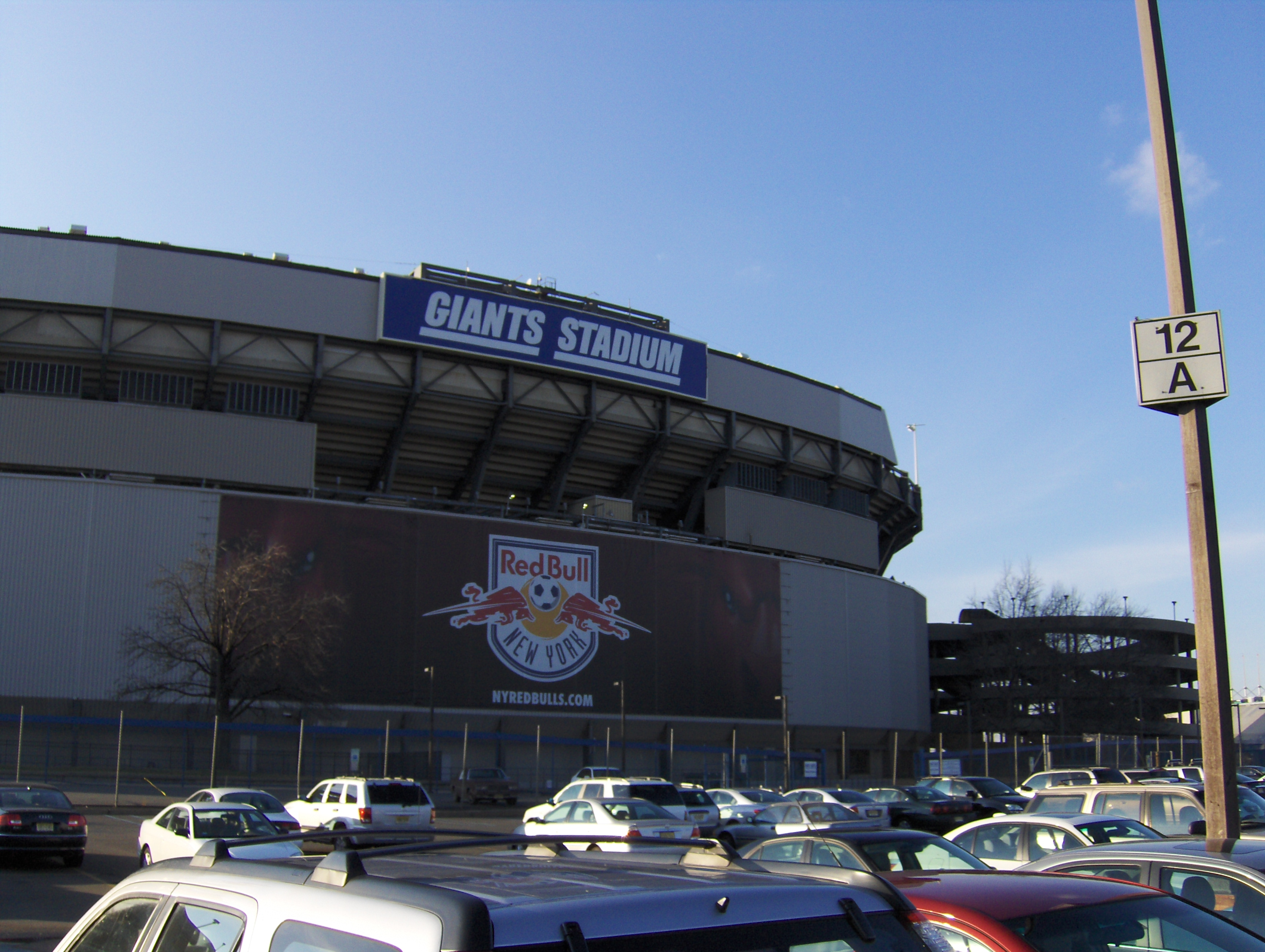
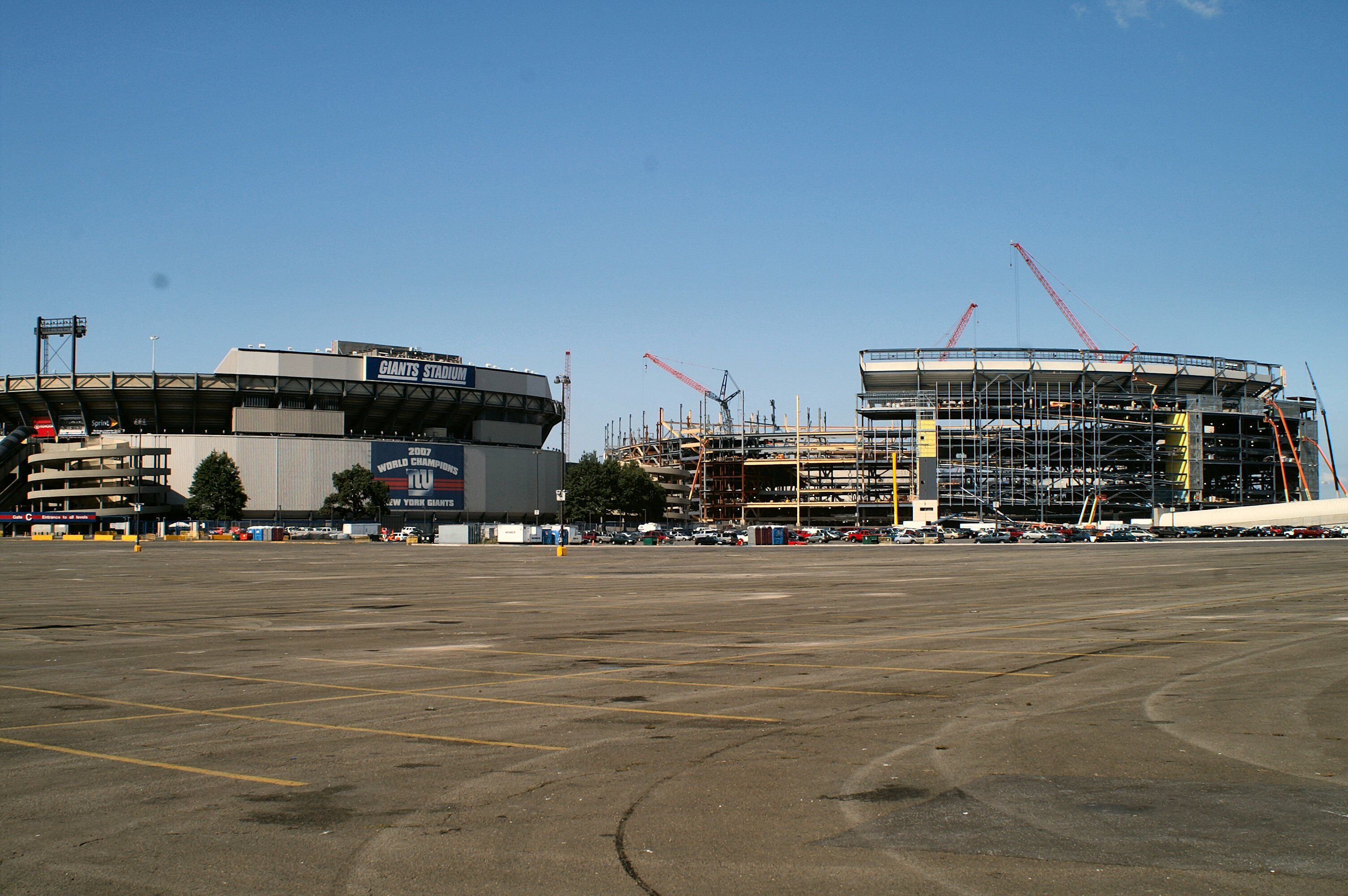
Giant Stadium till vänster och den nya till höger.
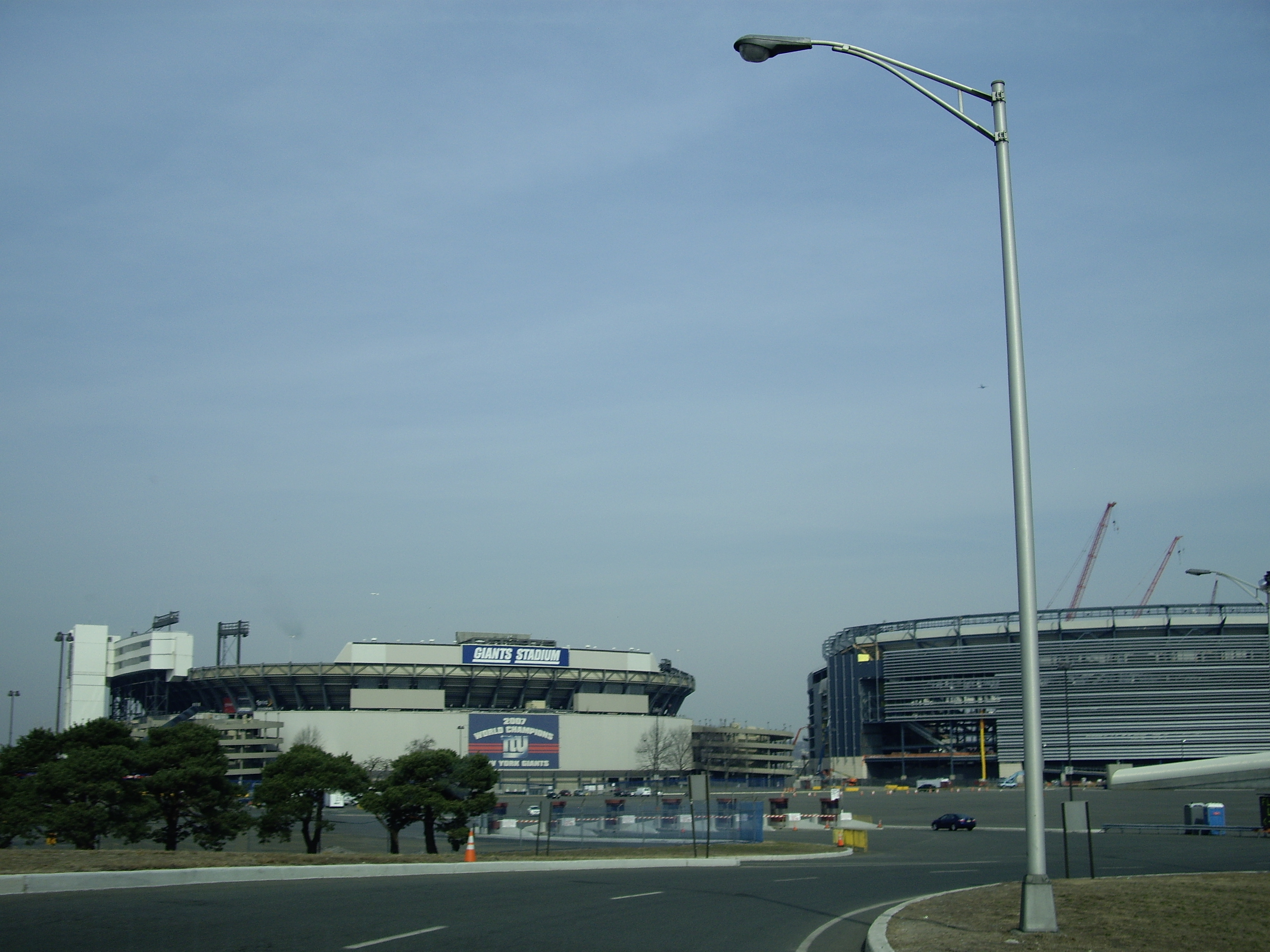
Giant Stadium till vänster och den nya till höger.
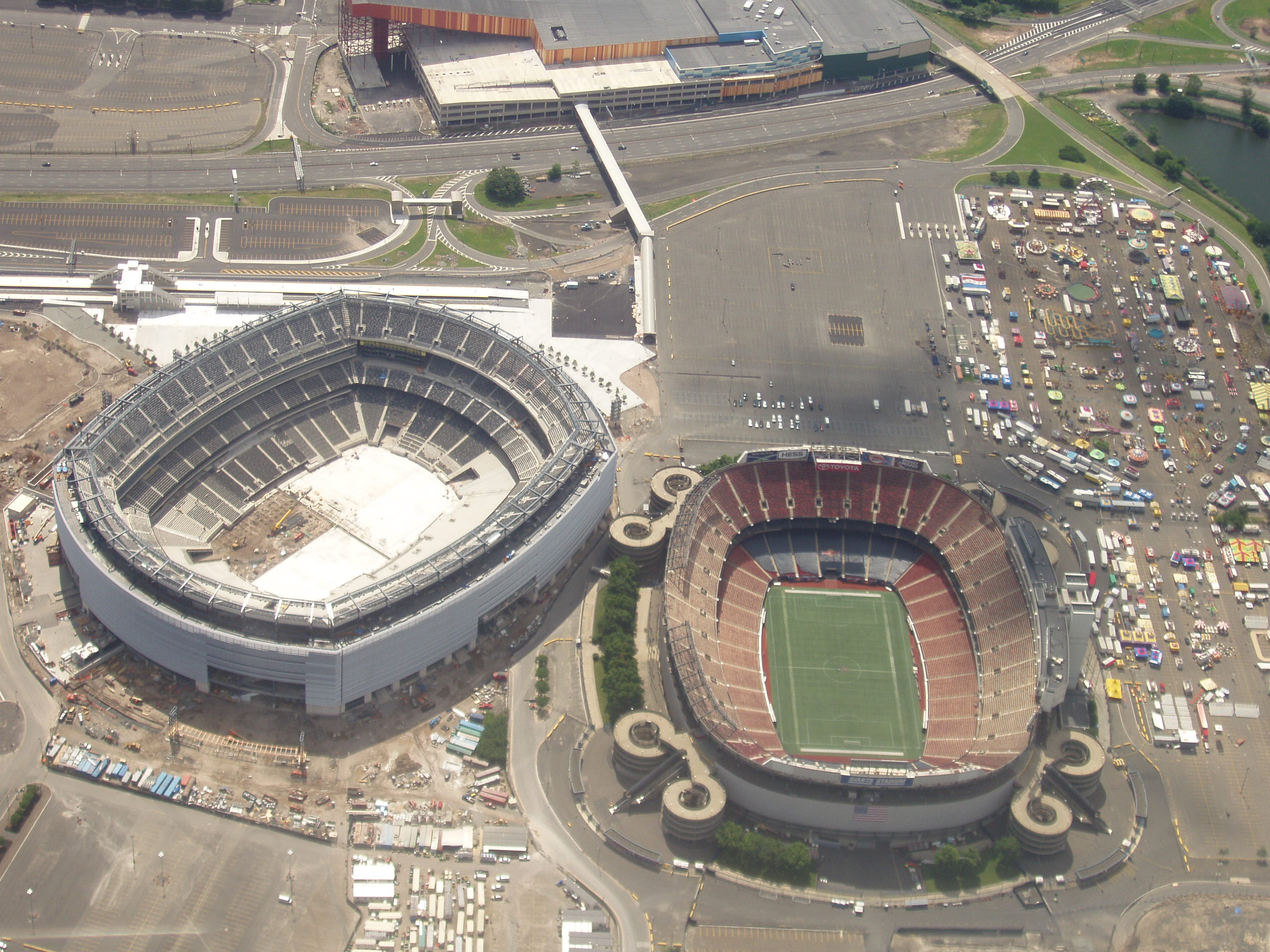
Giant Stadium till höger och den nya till vänster.